# Рагби челинџ
Рагби челинџ (енгл. Rugby Challenge) је друго по квалитету клупско рагби 15 такмичење у Јужној Африци иза Кари купа. Рагби челинџ је наследник Водаком купа.  

## О такмичењу
Рагби је веома популаран у Јужној Африци. Тамо има преко 1 500 рагби клубова и преко 650 000 рагбиста. Репрезентација Јужне Африке је двоструки шампион Света. Такмичењем руководи Рагби савез Јужноафричке Републике. У Рагби челинџу учествују 14 јужноафричких клубова и 1 клуб из Намибије. Тимови су подељени у 3 конференције. Првопласирани и другопласирани из сваке конференције иде у четвртфинале, као и две најбоље трећепласиране екипе. Играчи користе ово такмичење да би се опоравили од повреда, стекли искуство и меч фитнес. 
Северна конференција
- Блу булси
- Фалконси
- Голден лајонси
- Пуме
- Велвичас

Централна конференција
- Фри стејт
- Грифонси
- Грикваси
- Леопарди
- Шаркси

Јужна конференција
- Боланд
- Бордер
- Истерн провинс
- СВД иглси
- Вестерн провинс